# Hans Leutenegger
Pour les articles homonymes, voir Leutenegger.
Hans Leutenegger, né le 16 janvier 1940 à Bichelsee, est un entrepreneur, acteur et bobeur suisse notamment champion olympique de bob à quatre en 1972.

## Biographie
Hans Leutenegger participe aux Jeux olympiques d'hiver de 1972, organisés à Sapporo au Japon, avec Werner Camichel et Edy Hubacher dans le bob Suisse I piloté par Jean Wicki. Il devient champion olympique avec plus de 75 centièmes d'avance sur les bobs Italie I et Allemagne de l'Ouest I. Dès 1985, Leutenegger devient acteur et joue dans 35 films internationaux et téléfilms. L'entreprise de montage qu'il a fondée en 1965 à Genève, nommée Hans Leutenegger AG, compte plus de 1 000 employés en 2013.

## Palmarès

### Jeux Olympiques
- : médaillé d'or en bob à 4 aux JO 1972.

## Filmographie
Cinéma
- 1985 : Kommando Leopard
- 1988 : Le Triangle de la peur
- 1988 : Klassezämekunft
- 1989 : Passe-passe
- 1992 : Brandnacht
- 2005 : Mein Name ist Eugen

Télévision
- Tatort

## Publications
- Spots, affaires, cinema: La success story d'un suisse parti de rien, Favre, 2009.